# Споменик у Братмиловцу
„Револуција је тражила и рађала људе – дивове који су у себе утемељили у ово друштво, у ову једнакост, у братство и човечност, без међа и граница. 
Падоше у НОР:

Костић В. Тома, рођ. 1900-1942

Мичић А. Воислав рођ. 1908-1942

Ђорђевић П. Сава рођ. 1922-1942

Тончић С. Бранко рођ. 1922-1942

Михајловић Ж. Борислав рођ. 1921-1945

Тричковић Д. Владимир рођ. 1922-1945

Цакић М. Светозар рођ. 1922-1943

Гичић К. Сретен рођ. 1922-1943

Горчић Б. Мирко рођ. 1919-1943

Прокоповић С. Јован рођ. 1920-1943

Костић Т. Божидар рођ 1923-1943

У Братмиловцу 29.11.1972. год.  			Захвални грађани Братмиловца.
Посвећено једанесторици палих бораца спомен-обележје је у облику Сунца која симболизује ћелију где је одржан састанак 22. 06. 1941. године. Једанест несиметричних зракова, поређаних у кругу, означавају полазак у акцију једанест бораца. Одсечени врхови кракова симболично показују оне који су током четворогодишње борбе погинули на различитим местима и биткама.
Споменик је 29.11.1972. године открио Милорад Вељковић, предесдник Међуопштинске конференције Социјалистичког савеза јужноморавског региона. Аутор је академски вајар Ђорђе Васић.